# Municipalità 9 di Napoli
La Municipalità 9 è uno dei 10 municipi in cui è suddiviso il comune di Napoli, istituiti il 10 febbraio 2005.
Confina con i comuni di Marano di Napoli, Quarto e Pozzuoli.

## Dati territoriali
Il territorio della municipalità è formato da 2 quartieri:
| Quartiere | Superficie | Abitanti |
| --------- | ---------- | -------- |
| Pianura   | 11,45 km²  | 57 821   |
| Soccavo   | 5,11 km²   | 45 314   |

## Zone appartenenti
- Astroni
- Camaldoli
- Pisani
- Rione Piave
- Rione Traiano

## Amministrazione
| Periodo | Periodo   | Primo Cittadino | Partito             | Carica     | Note |
| ------- | --------- | --------------- | ------------------- | ---------- | ---- |
| 2021    | in carica | Andrea Saggiomo | Partito Democratico | Presidente |      |